# 유호선
유호선(1973년 9월 21일 ~ )은 대한민국의 배우이다.

## 이력
1992년 연극배우 첫 데뷔하였고 2년 후 1994년 뮤지컬배우 데뷔하였으며 이듬해 1995년 SBS 서울방송 특채 탤런트 정식 데뷔하였다.

## 학력
- 계성여자고등학교
- 동덕여자대학교 컴퓨터그래픽디자인학과

## 출연작

### 드라마
- 1996년 SBS TV 드라마 《자전거를 타는 여자》 - 신재옥 역

### 라디오 프로그램
- 2016년 EBS FM 《EBS 책 읽는 라디오 낭독 시리즈》